# (32916) 1995 CL
(32916) 1995 CL est un astéroïde de la ceinture principale d'astéroïdes découvert en 1995.

## Description
(32916) 1995 CL a été découvert le 1er février 1995 à l'observatoire astronomique d'Ōizumi, situé à Ōizumi, dans la préfecture de Gunma, au Japon, par Takao Kobayashi.

### Caractéristiques orbitales
L'orbite de cet astéroïde est caractérisée par un demi-grand axe de 2,67 ua, un périhélie de 1,89 ua, une excentricité de 0,29 et une inclinaison de 13,88° par rapport à l'écliptique. Du fait de ces caractéristiques, à savoir un demi-grand axe compris entre 2 et 3,2 ua et un périhélie supérieur à 1,666 ua, il est classé, selon la JPL Small-Body Database, comme objet de la ceinture principale d'astéroïdes.

### Caractéristiques physiques
(32916) 1995 CL a une magnitude absolue (H) de 14,2 et un albédo estimé à 0,418.